# Provincia de Kahramanmaraş
Kahramanmaraş (o simplemente Maraş) es una provincia de Turquía. Kahramanmaraş es una de las 81 provincias en que se divide Turquía, administrada por un gobernador designado por el gobierno central. Sus provincias colindantes son: La capital provincial es Kahramanmaraş.

## Historia
Kahramanmaraş era conocida históricamente como Maraş y ha sido un emplazamiento humano desde tiempos prehistóricos.
La ciudad recibió el título de Kahraman («Heróica» en turco) de manos de la Gran Asamblea Nacional turca (TBMM) por la lucha heroica de la población civil local contra la ocupación inglesa y posteriormente las fuerzas armadas francesas después de la Primera Guerra Mundial. Fue una de las primeras ciudades 'libres' después de la Gran Guerra.
En la madrugada del 6 de febrero de 2023 la provincia de Kahramanmaraş fue el epicentro de un seísmo de magnitud 7,8 de treinta segundos de duración.

## Economía
Oro: Maras ha sido históricamente famoso por sus yacimientos de oro y el arte de la joyería.
Tejidos: La industria textil es relativamente nueva y sobre todo mecanizada.

## Educación
La Universidad de Kahramanmaraş Sutcu Imam  es una universidad recientemente fundada que junto a las estatales ofertan la educación superior en esta provincia.

## Gastronomía
Helado: la especialidad culinaria más famosa de la provincia es el helado Dondurma, el célebre "helado de Maraş", disponible en heladerías especializadas de toda Turquía y en el extranjero de la mano de compañías como MADO y Yasar Pastanesi. El helado tiene un consistencia elástica y es servido con cuchillo y tenedor, a menudo acompañado por una porción de baclava, uno de los postres de la gastronomía turca.